# 浙江橐吾
浙江橐吾（学名：Ligularia chekiangensis）是菊科橐吾属的植物，为中国的特有植物。分布于中国大陆的浙江等地，生长于海拔1,100米的地区，一般生于草丛以及林中，目前尚未由人工引种栽培。